# Vanni
Vanni is een geslacht van kreeftachtigen uit de klasse van de Malacostraca (hogere kreeftachtigen).

## Soorten
- Vanni ashini Bahir & Yeo, 2007
- Vanni deepta Bahir & Yeo, 2007
- Vanni giri Bahir & Yeo, 2007
- Vanni malabarica (Henderson, 1912)
- Vanni nilgiriensis (Roux, 1931)
- Vanni pusilla (Roux, 1931)
- Vanni travancorica (Henderson, 1913)